# Parábola dos Vales e dos Montes
A Parábola dos Vales e dos Montes  é uma Parábola de Jesus que aparece em apenas um dos evangelhos canônicos do Novo Testamento. O foco desta parábola que é encontrada em Lucas 03:04–06 é a Salvação.

## Narrativa

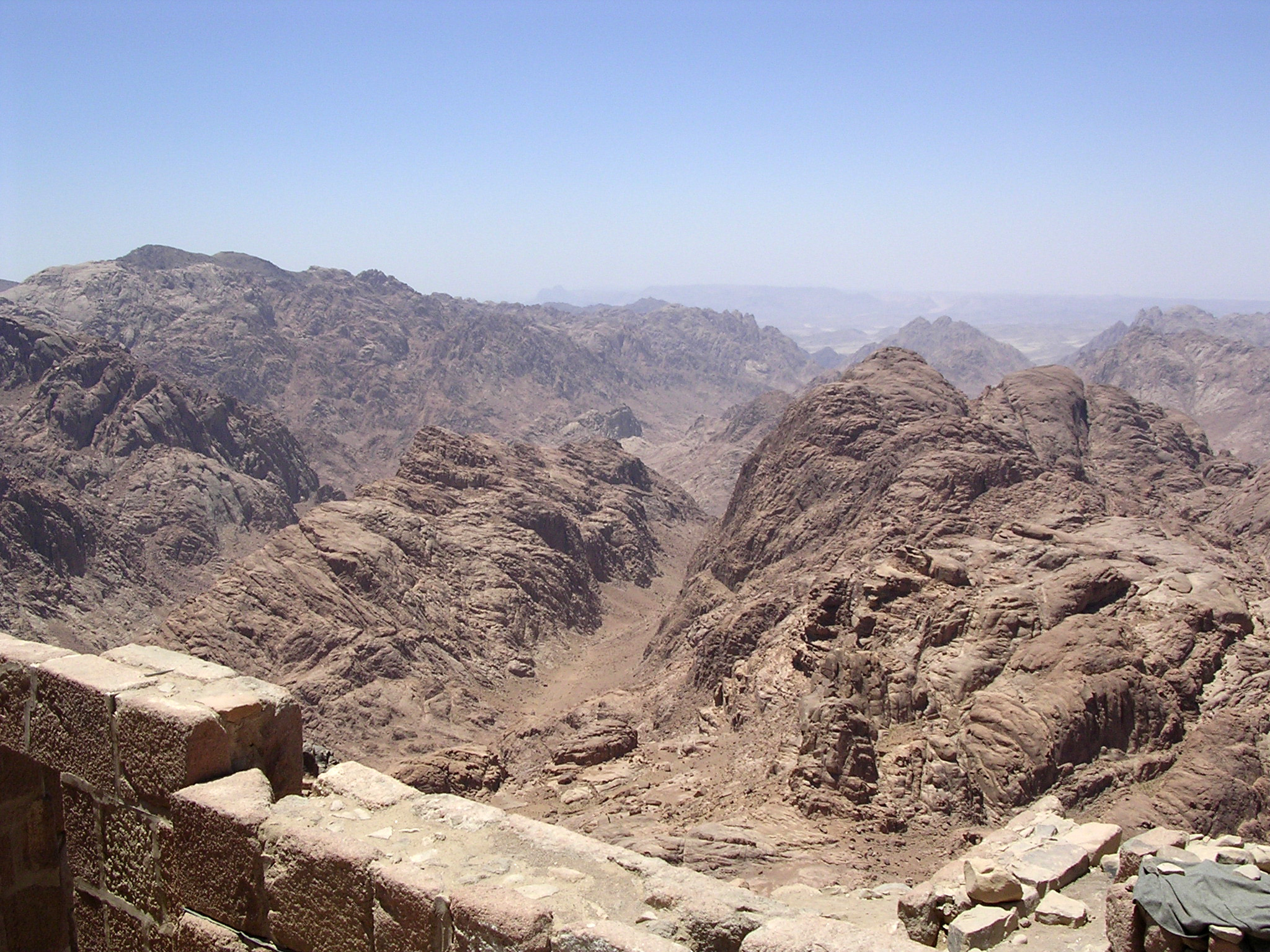
Deserto Sinai, no Egito.

## Interpretação
João se pôs impetuosamente contra a visão exclusivista dos judeus; ainda que fossem um povo privilegiado, a salvação não era somente para eles. "E toda a humanidade", disse João, "verá a salvação de Deus" (Lc 3:6). 
Para os gentios, assim como  para os judeus, devia ser concedido o arrependimento para a vida (At 11:18). Desse modo, nessa pitoresca proclamação, João visualizou um mundo sob o controle do Rei, não uma nação favorecida. O Cordeiro de Deus, que estava para morrer, levaria, pela sua morte, o pecado do mundo.  Sabendo tudo sobre o terrível perigo da nação que ele representava, e a necessidade do mundo como um todo, o chamado de João ao arrependimento era impetuoso e insistente. Todos os obstáculos deveriam ser retirados. Nada deveria impedir a jornada do Rei, nem bloquear a marcha de Deus.

### Todo vale se encherá

Vale na região dePeru

É muito significativo que o primeiro grande obstáculo a que João se refere é o vale vazio, não o monte. Esses vales vazios dificultam a chegada do rei até nós. Qual é a mensagem por trás do uso da linguagem metafórica de João? Qual deve ser o significado lógico de vales, 
montes, outeiros, coisas tortuosas e caminhos escabrosos? Tratando-se de passagens simbólicas e parabólicas, não devemos esquecer que as 
parábolas nem sempre podem ser consideradas na sua totalidade. Em algumas parábolas, existem disparidades. Por exemplo: quando a vinda de Cristo é comparada a um  ladrão, não quer dizer que virá como um ladrão ímpio e desonesto para furtar e roubar. Deve-se ter o cuidado de não forçar os detalhes menos importantes da parábola para além da analogia da fé. 
O enchimento dos vales pode mostrar que Deus está desejoso de abençoar o pecador pobre e frustrado que, como os vales, encontra-se com o espírito abatido. O chamado de João ao arrependimento quer dizer que, pela livre graça de Deus, os pecadores poderão ser tirados do monturo para ficar entre os príncipes. A humanidade acha-se debaixo de uma maldição, numa vil condição. Mortos no pecado, os pecadores estão caídos e não podem levantar-se. Mas Deus é capaz de erguer o caído. Em certo sentido, o  desespero  pode ser um vale profundo; mas o desespero em relação a qualquer suficiência de nós mesmos, a qualquer valor, poder e força própria é um santo desespero. Esse vale de humildade e de auto-humilhação nunca deve ser cheio. A auto-exaltação é abominável a Deus. 
"... para que ninguém se glorie perante ele" (ICo 1:29). Os vales são cheios, ou exaltados, quando, como diz o experiente Benjamin Keach, os pecadores são levantados:

De um estado de ira para um estado de graça; 
de um estado de morte para um estado de vida; 
de um estado de condenação para um estado de justificação; 
da temível maldição de Deus, ou maldição da lei, para toda sorte de 
bênçãos espirituais nas regiões celestiais em Cristo Jesus; 
de filhos de Satanás, ou filhos da ira, para se tornarem filhos de Deus;
do poder de Satanás para o reino do Filho do seu amor; 
de detestáveis à ira de Deus no inferno para a herança da vida e da glória eterna nos céus.

As perguntas práticas são: "Existe algum vale na sua vida e na minha que não tenha sido enchido? Quantas almas Deus têm perdido por causa destes vales vazios?".

### Se abaixará todo monte e outei-ro
Nessa outra figura, João vai ainda mais fundo. Que obstáculos eram esses interditando deliberadamente o caminho de Deus? Esses montes e outeiros tinham aplicação inequívoca aos fariseus dos dias de João. Em seu orgulho e arrogância, eles e os intérpretes da lei "rejeitaram o conselho de Deus quanto a si mesmos" (Lc 7:30). O orgulho sempre foi o grande obstáculo no caminho de Deus para o coração dos homens. Parece inacreditável que o homem possa obstruir os esforços divinos. "Estrita e severa vigilância deve ser empregada contra toda forma de orgulho, de arrogância, de bairrismo, de soberba, de altivez e de superioridade." 
A soberba dos fariseus  se expressa na confissão de um deles: "O Deus, graças te dou porque não sou como os demais homens...". Jactavam-se da própria justiça, apesar de rejeitarem a justiça divina (Rm 10:3). Pensando-se justos, desprezavam os outros (Lc 18:9). Assim, sentiam-se como montes no que diz respeito aos seus privilégios legais como povo da aliança de Deus (Jo 8:33). Também se gabavam de só eles deterem o segredo do conhecimento e, portanto, serem os únicos professores e senhores de Israel. Mas tinham uma confiança  carnal (Rm 2:17-21), e o altivo pensamento que nutriam precisava ser abatido (Is 2:11-14). O dinâmico ministério de João tirou os poderosos de seus assentos. A humilhação é o único caminho para a exaltação (ICo 1:26,27; Mt 11:35; Fp 2:9). 
Existem outras aplicações, porém, que podemos fazer dos montes e outeiros. Os judeus precisavam aprender que deveriam ser postos no mesmo nível dos gentios, sendo co-herdeiros da mesma graça. Cristo, por sua morte, não desfez a aliança da lei e os privilégios dela decorrentes, possibilitando a todos os que cressem que fossem feitos um nele? Desse modo os nossos pecados e as nossas iniquidades devem parecer montes que alcançam os céus e merecem a ira e a vingança divina. Mas, graças a Deus, esse monte pode ser aplanado e atirado para 
dentro do mar (Mq 7:19). Que monte de culpa o nosso! Já foi, no entanto, aplanado na hora do nosso arrependimento, fé e justificação (lPe 2:24). 
Os monarcas orgulhosos podem parecer montes: "Quem és tu, ó grande monte? Diante de Zorobabel serás uma campina" (Zc 4:7). Deus sabe como privar o mais soberbo monarca de todo o seu poder e reino, visto que é por causa dele que os reis governam e, portanto, devem viver e
agir com humildade. Que fim vergonhoso e humilhante tiveram ditadores tirânicos e orgulhosos como Adolph Hitler e Benito Mussolini!

### Montes
Também pode ser aplicado a Satanás e às suas hostes da maldade, os quais, antes exaltados nas alturas, tentaram ser como Deus. Eles foram, porém, depostos e exercem o seu diabólico reinado  sobre a humanidade. Essas potestades satânicas ainda regem os filhos da desobediência. Cristo, porém, por sua morte e ressurreição, aplanou esses montes e outeiros amaldiçoados, o que significa que os privou de todos os seus poderes, governo e autoridade. Para esse fim foi Cristo manifesto. Foi ele quem espoliou esses principados e potestades, e triunfou sobre eles (Cl 2:15). Satanás está debaixo de seus pés: "... para que pela morte aniquilasse o que tinha o império da morte..." (Hb 2:14,15). 
Outros montes e outeiros que devem ser nivelados são as imaginações arrogantes e os pensamentos altivos que se inflam contra o conhecimento de Deus (2Co 10). A riqueza e a sabedoria deixam os homens carnais orgulhosos e soberbos, e, uma vez elevados a  um altivo pináculo, desprezam os menos afortunados. A humildade e a humilhação de espírito encontram a aprovação de Deus. 
"O rico, porém, glorie-se na sua in-significância" (Tg 1:9,10). Se o mais humilde tiver mais graça, for mais parecido com Cristo, será mais elevado do que aquele que é rico no mundo, mas não galgou os degraus da humildade. "Quando se abaterem, dirás: Haja exaltação! E Deus salvará o humilde (Jó 22:29). 

### O que é tortuoso se endireitará
A hierarquia religiosa que João Batista encontrou era tortuosa em vários. aspectos. Suas estradas não estavam bem endireitadas; portanto, Deus não podia chegar até eles. Eram tortuosos na interpretação da lei, cuja regra estrita era: "O homem que fizer estas coisas viverá por elas" (Rm 10:5). Mas os escribas e fariseus não tinham uma justiça que se equiparasse à lei de Deus. Como diz Benjamin Keach: "Eram tortuosos, algumas vezes curtos numa mão e largos na outra. Pois em muitos casos não faziam o que a lei exigia; e em outros faziam o que a lei proibia ou não exigia; no entanto, pensavam que as suas opiniões e a vida que levavam eram mais retas que a dos outros, quando na verdade eram eles os mais tortuosos". Cristo veio para que seus princípios, práticas e opiniões tortuosos fossem endireitados;  e aqueles que criam eram consertados por ele, na fé e na prática. 
O que é tortuoso  também se aplica àquelas formas de adoração que Cristo nunca instituiu nem determinou. Todas as falsas ordenanças em
desacordo com a regra do NT para a adoração bem como  a ministração dessas ordenanças são tortuosidades e devem submeter-se às normas divinas. 
Assim, existe tortuosidade na vida e no viver. A vontade e a Palavra de Deus formam a única regra de vida. Pecar significa errar o alvo,
desviando-se do prumo divino, transgredindo a lei de Deus; e assim os caminhos pecaminosos são caminhos tortuosos. Quando Paulo declarou
que a mente carnal não está "sujeita à lei de Deus, nem em verdade o pode ser" (Rm 8:7), queria dizer que, como pecadores, nascemos tortuosos e tornamo-nos mais tortuosos pela prática. Somente Cristo, pelo poder do seu Espírito, pode fazer cada parte da nossa vida harmonizar-se com a vontade divina. 

### E  os caminhos escabrosos se aplanarão
Pode parecer um remoto lamento dos montes aos caminhos escabrosos, mas todos eles aparecem na visão de João e são claramente concebidos por ele como obstáculos que retardam a marcha do Rei (em sua pressa por alcançar a alma dos homens). Rochas, pedras brutas, tudo compartilha de um caráter de impedimento e deve ser retirado, para que o Rei prossiga o seu caminho. Deus já havia mandado as pedras de tropeço serem retiradas do caminho (Is 57:14). Queria que o caminho ficasse sem impedimentos, plano e fácil, mas os fariseus tinham posto muitos obstáculos no caminho do homem em direção a Deus e vice-versa. Porventura não existe uma mensagem pertinente para o nosso coração, quando somos chamados a aplainar os lugares escabrosos? Talvez não haja nada de errado na vida —nenhum vale para ser cheio, nenhum monte para ser aplainado, nenhuma tortuosidade para ser tratada. Estamos salvos e bem estabelecidos na vida cristã, mas pode ser que tenhamos uma disposição escabrosa, um acidentamento que impede e dificulta a aproximação. Sem nos darmos conta, as nossas palavras ferem e ofendem. Existe uma austeridade de modos, algo proibido e não atraente em nós, que impede o Rei de alcançar os outros. Falta suavidade na vida. Existem lombadas nas estradas. Que o Senhor,  como restaurador de caminhos, possa tirar de nós todos esses rudes traços de obstrução, tão danosos ao testemunho eficaz! 
O principal propósito no nivelamento dos montes, na terraplenagem dos vales, no conserto das tortuosidades e na suavização das estradas 
escabrosas é que toda a humanidade possa ver a  salvação de Deus e testemunhara revelação de sua glória —a glória do seu amor, justiça, 
santidade, verdade, graça e poder. Cristo veio ao mundo para manifestar os gloriosos atributos da bendita Trindade. 